# Jupiter Icy Moon Explorer
Jupiter Icy Moon Explorer (JUICE) – sonda Europejskiej Agencji Kosmicznej (ESA) mająca dotrzeć do układu Jowisza, w celu przebadania trzech jego księżyców: Ganimedesa, Kallisto i Europy. Sonda ma przeprowadzić poszukiwania płynnej wody znajdującej się pod powierzchnią tych obiektów, pod kątem możliwości występowania na nich życia. Ogłoszenie wyboru misji nastąpiło 2 maja 2012.

## Historia
Projekt misji został opracowany na podstawie wcześniejszego projektu Jupiter Ganymede Orbiter, który miał stanowić wkład ESA do misji Europa Jupiter System Mission – Laplace (EJSM/Laplace). Stanie się pierwszą misją klasy L (Large mission), L1 w Wizji Kosmicznej ESA. W kwietniu 2012 r. misja JUICE została wybrana przez ESA do realizacji, konkurując z projektem LISA (Laser Interferometer Space Antenna lub New Gravitational Wave Observatory), mającym na celu bezpośrednie wykrycie fal grawitacyjnych.
Sondę kosmiczną zmontowano w Tuluzie we Francji.

## Plany
Według planu start miał się odbyć 13 kwietnia 2023, jednak został odłożony ze względu na złą pogodę. Sonda została wyniesiona w przestrzeń za pomocą rakiety nośnej Ariane 5 (pierwotnie zakładano że będzie to rakieta Ariane 6) dzień później 14 kwietnia o 14:14 CEST. O 15:04 sonda nawiązała kontakt z Ziemią, a o 15:33 rozwinęła panele słoneczne.
Sonda w trakcie swojej podróży wykona cztery asysty grawitacyjne wokół Ziemi, Księżyca i Wenus, by po ok. 8 latach dotrzeć do systemu Jowisza. Trzy lata później, po przeprowadzeniu manewrów wokół Jowisza i jego księżyców, sonda wejdzie na orbitę księżyca Jowisza – Ganimedesa. W aparaturze badawczej znajdą się kamery, spektrometry i radar.

## Cele naukowe

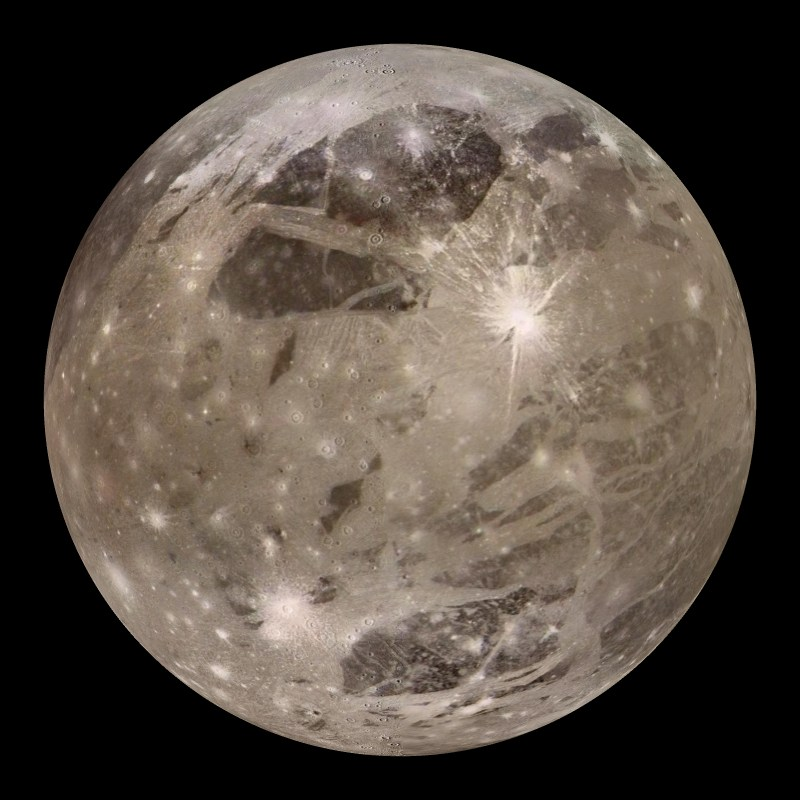
Ganimedes

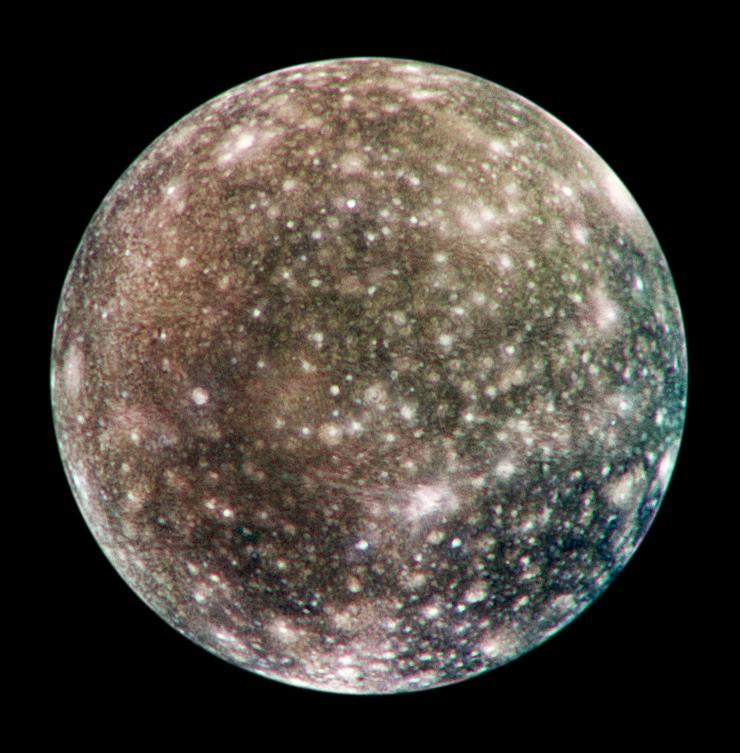
Kallisto

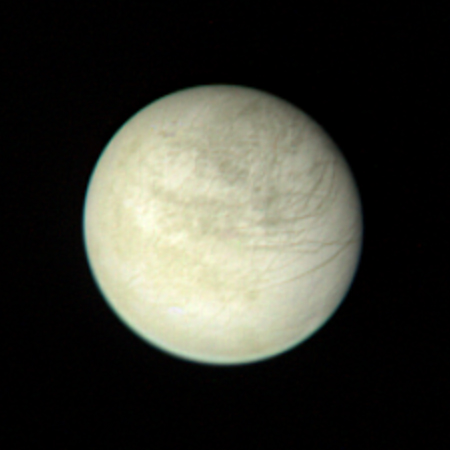
Europa

Misja Jupiter Icy Moon Explorer (JUICE) przeprowadzi szczegółowe badania Ganimedesa jako obiektu planetarnego oraz dokona oceny potencjału do występowania na nim życia. Badania pozostałych księżyców galileuszowych, Europy i Kallisto, pozwolą na przeprowadzenie analiz porównawczych. Uważa się, że te trzy księżyce mogą zawierać wewnętrzne oceany ciekłej wody, a ich zbadanie pomogłyby w zrozumieniu możliwości występowania życia w lodowych światach.
Główne cele naukowe przewidziane dla badań Ganimedesa i (w mniejszym stopniu) dla Kallisto są następujące:
- zbadanie powierzchniowych oceanów oraz wykrycie przypuszczalnych podpowierzchniowych zbiorników wodnych;
- zmapowanie topograficzne, geologiczne oraz wyglądu powierzchni;
- zbadanie fizycznych właściwości skorupy lodowej;
- zbadanie wewnętrznego rozkładu masy księżyca, dynamiki i ewolucji jego wnętrza;
- zbadanie jego atmosfery;
- zbadanie jego pola magnetycznego oraz jego oddziaływania z magnetosferą Jowisza.

Badania Europy będą skupiały się na określeniu składu chemicznego atmosfery pod kątem możliwości występowania życia, w tym istnienia w niej cząsteczek organicznych, oraz właściwości ukształtowania powierzchni i niewodnego lodu. Ponadto JUICE przeprowadzi po raz pierwszy podpowierzchniowe sondowanie tego księżyca, w tym badanie minimalnej grubości pokrywy lodowej w najbardziej obecnie aktywnych regionach.

## Sonda
Główne założenia projektu sondy wynikają z dużych odległości od Słońca, wykorzystaniu energii słonecznej oraz wysokiego promieniowania Jowisza. Parametry orbit Jowisza i Ganimedesa oraz duża liczba manewrów przelotowych (ponad 25 asyst grawitacyjnych i dwa przeloty w pobliżu Europy) wymagają, by sonda miała duży zapas paliwa chemicznego w ilości około 3 ton.

## Instrumenty sondy
21 lutego 2013 ESA ogłosiła listę eksperymentów, które ma przeprowadzić sonda JUICE. Na jej pokładzie znajdzie się dziesięć instrumentów naukowych. Dodatkowy eksperyment wykorzysta system telekomunikacyjny sondy i sieć radioteleskopów na powierzchni Ziemi.
Dwa z instrumentów naukowych sondy: eksperyment fal submilimetrowych (SWI) oraz eksperyment fal radiowych i plazmowych (RPWI) powstają z udziałem Centrum Badań Kosmicznych Polskiej Akademii Nauk oraz firmy Astronika.
| Instrument                                                  | Opis instrumentu Kierownik eksperymentu (Principal Investigator) |
| ----------------------------------------------------------- | --- |
| JANUS (Jovis, Amorum ac Natorum Undique Scrutator)          | Kamera optyczna przeznaczona do badania globalnej, regionalnej i lokalnej morfologii i procesów na księżycach oraz obserwacji chmur na Jowiszu. Kamera wyposażona w 13 filtrów barwnych. Pole widzenia 1,3°. Rozdzielczość przestrzenna do 2,4 m na powierzchni Ganimedesa i ok. 10 km na Jowiszu. - P. Palumbo, Università degli Studi di Napoli "Parthenope", Włochy |
| MAJIS (Moons and Jupiter Imaging Spectrometer)              | Hiperspektralny spektrometr obrazujący w podczerwieni przeznaczony do obserwacji struktury chmur troposferycznych na Jowiszu oraz scharakteryzowania lodów i minerałów na powierzchni księżyców lodowych. Obserwacje w zakresie długości fal 0,4 – 5,7 µm z rozdzielczością spektralną 3 – 7 nm. Rozdzielczość przestrzenna do 25 m na powierzchni Ganimedesa i ok. 100 km na Jowiszu. - Y. Langevin, Institut d'Astrophysique Spatiale, Francja |
| UVS (UV imaging Spectrograph)                               | Spektrometr obrazujący w ultrafiolecie przeznaczony do scharakteryzowania składu i dynamiki egzosfer księżyców lodowych, badania jowiszowych zórz polarnych oraz składu i struktury górnych warstw atmosfery. Instrument posłuży do wykonywania obserwacji zarówno w nadirze, jak i do sondowania podczas okultacji słonecznych i gwiazdowych. Obserwacje w zakresie długości fal 55 – 210 nm z rozdzielczością spektralną < 0,6 nm. Rozdzielczość przestrzenna do 0,5 km na powierzchni Ganimedesa i 250 km na Jowiszu. - R. Gladstone, Southwest Research Institute, Stany Zjednoczone |
| SWI (Sub-millimeter Wave Instrument)                        | Instrument do obserwacji w zakresie fal submilimetrowych przeznaczony do badania rozkładu temperatury, składu i dynamiki stratosfery i troposfery Jowisza oraz egzosfer i powierzchni księżyców lodowych. Spektrometr heterodynowy z anteną o średnicy 30 cm, pracujący w dwóch zakresach widmowych (1080 – 1275 GHz i 530 – 601 GHz) ze spektralną zdolnością rozdzielczą ok. 107. - P. Hartogh, Max-Planck-Institut für Sonnensystemforschung, Niemcy |
| GALA (GAnymede Laser Altimeter)                             | Wysokościomierz laserowy służący do badania deformacji pływowych Ganimedesa oraz morfologii i topografii powierzchni księżyców lodowych. Rozdzielczość pozioma 20 m i pionowa 0,1 m z wysokości 200 km. - H. Hussmann, DLR, Institut für Planetenforschung, NIemcy |
| RIME (Radar for Icy Moons Exploration)                      | Radar penetrujący lód przeznaczony do badania podpowierzchniowej struktury księżyców lodowych do głębokości 9 km z rozdzielczością pionową do 30 m wewnątrz lodu. Radar pracujący na częstotliwości centralnej 9 MHz (szerokość pasma 1 i 3 MHz) z anteną o rozmiarze 16 m. - L. Bruzzone, Università degli Studi di Trento, Włochy |
| J-MAG (A magnetometer for JUICE)                            | Magnetometr przeznaczony do scharakteryzowania jowiszowego pola magnetycznego, jego interakcji z wewnętrznym polem magnetycznym Ganimedesa oraz do zbadania podpowierzchniowych oceanów na księżycach lodowych. Magnetometry transduktorowe (bliższy i dalszy) umieszczone na wysięgniku. - M. Dougherty, Imperial College London, Wielka Brytania |
| PEP (Particle Environment Package)                          | Zestaw instrumentów przeznaczony do scharakteryzowania środowiska plazmowego w układzie Jowisza. Pomiary gęstości i strumieni dodatnich i ujemnych jonów, elektronów, neutralnych gazów egzosferycznych, plazmy termicznej i wysokoenergetycznych atomów neutralnych w zakresie energii od < 0,001 eV do > 1 MeV. Skład egzosfer księżyców zostanie zmierzony ze zdolnością rozdzielczą powyżej 1000. - S. Barabash, Swedish Institute of Space Physics (Institutet för rymdfysik, IRF) w Kirunie, Szwecja |
| RPWI (Radio & Plasma Wave Investigation)                    | Instrument do odbioru fal radiowych i plazmowych przeznaczony do scharakteryzowania emisji radiowych i środowiska plazmowego Jowisza i jego księżyców lodowych. W skład RPWI wchodzą cztery eksperymenty: GANDALF, MIME, FRODO i JENRAGE. Zestaw czujników, w tym dwie sondy Langmuira, posłuży do pomiarów wektorów pola elektrycznego prądów stałych aż do częstotliwości 1,6 MHz oraz do scharakteryzowania plazmy termicznej. Anteny i odbiorniki średniej i wysokiej częstotliwości posłużą do pomiarów pól elektrycznych i magnetycznych w emisjach radiowych w zakresie częstotliwości 80 kHz – 45 MHz. - J.-E. Wahlund, Swedish Institute of Space Physics (Institutet för rymdfysik, IRF) w Uppsali, Szwecja |
| 3GM (Gravity & Geophysics of Jupiter and Galilean Moons)    | Eksperyment radiowy składający się z transpondera w paśmie Ka i ultrastabilnego oscylatora. Pomiary pola grawitacyjnego Ganimedesa (do 10. stopnia), rozmiarów podpowierzchniowych oceanów na księżycach lodowych oraz badania struktury neutralnych atmosfer i jonosfer Jowisza (w zakresie 0,1 – 800 mbar) i jego księżyców. - L. Iess, Università di Roma "La Sapienza", Włochy |
| PRIDE (Planetary Radio Interferometer & Doppler Experiment) | Eksperyment wykorzystujący system telekomunikacyjny sondy JUICE i system obserwatoriów VLBI do wykonania precyzyjnych pomiarów pozycji i prędkości sondy, w celu zbadania pól grawitacyjnych Jowisza i księżyców lodowych. - L. Gurvits, Joint Institute for VLBI in Europe, Holandia |